# 丸山盛雄

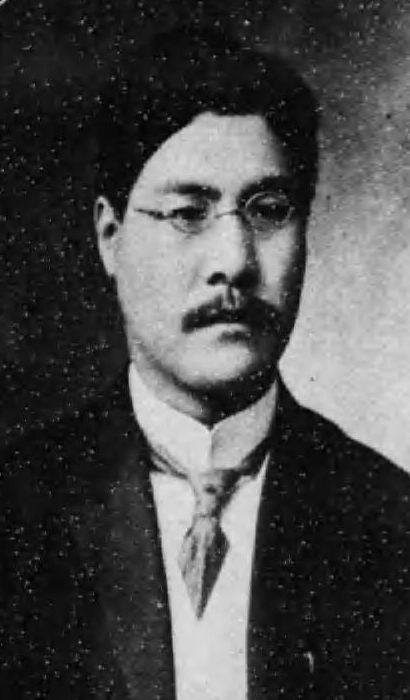
丸山盛雄の肖像写真

丸山 盛雄（まるやま もりお、1875年〈明治8年〉1月25日 - 1947年〈昭和22年〉）は、明治末期の政治家、昭和初期にかけての実業家。長野県会を2期務めたのち信濃電気副社長・六十三銀行常務・長野新聞社長など長野県所在企業の役員を務めた。

## 経歴

### 明治期
丸山盛雄は、1875年（明治8年）1月25日、丸山英一郎の長男として生まれた。丸山家は長野県南安曇郡豊科村（現・安曇野市）の旧家で、酒造業を家業として江戸時代には村の庄屋であった。父・英一郎は南安曇郡などの郡長や長野県会議員、銀行役員などを務めた人物である。
松本中学校を経て早稲田大学を卒業。卒業後に一年志願兵制度を利用して軍務に服すが病気のため兵役免除となった。1901年（明治34年）に家を継ぐ。1903年（明治36年）、南安曇郡の郡会議員に当選。翌1904年（明治34年）1月には南安銀行（豊科）と松本貯金銀行（松本、後の信州銀行）の監査役に相次いで就任した。どちらも父・英一郎が役員（前者では頭取、後者では取締役）を務めた銀行である。1905年（明治38年）松本電灯の取締役に選ばれ、1906年（明治39年）1月には南安銀行の取締役と長野県管轄の農工銀行である長野農工銀行の監査役に就任した。
1907年（明治40年）9月、長野農工銀行監査役や松本電灯取締役を辞任。一方で同月の県会議員選挙に立憲政友会から立候補し当選した。同年10月議員の互選により県参事会員に就任。1911年（明治44年）9月の県会議員選挙で再選され、引き続き参事会員を務めた。実業界では1911年1月、長野市に本店を置く六十三銀行（頭取飯島正治）の取締役に就任した。

### 大正期
1913年（大正2年）1月10日、電力会社信濃電気の取締役に選出された。直後の役員録には社長越寿三郎の下で副社長を務めるとある。同社は須坂を本拠に北信・東信地方へ電気を供給する電力会社で、1903年の設立時より六十三銀行の飯島正治が取締役の一人であった。丸山は信濃電気副社長着任を機に長野市へ居を移す。また1913年中に長野新聞の取締役にも選出されたほか、このころ南安銀行の頭取にも就いた。長野新聞は「長野新聞」という新聞を発行する新聞社で、これも六十三銀行関係者が関係していた。
長野県会議員は1915年（大正4年）までの任期を満了して退任した。以後は実業界に専念し、1919年（大正8年）7月20日、1911年以来取締役に在職する六十三銀行で常務取締役に就任した。常務昇格は当時の頭取飯島正治に懇請されたことによる。一方で信濃電気副社長からは外れた（取締役には留任。新たな副社長は小田切磐太郎）。六十三銀行常務のほか1919年までの間に長野新聞の社長にも就いている。南安銀行については1920年（大正9年）3月、店舗網の拡大を進める六十三銀行に合併された。
電力業界では梓川開発を目的とする京浜電力の設立に参画し、1920年3月の会社設立とともに取締役に就任する。以後1925年（大正14年）に同社が東京電灯へと吸収されるまで取締役に在任した。さらに1925年5月、同社から派生して梓川の追加開発を目的とする第二京浜電力が設立されると、ここでも取締役に入った。また1924年（大正13年）12月に梓川電力が設立されると同社の取締役にも就いた。梓川電力も梓川開発を目的とする会社だが、信濃電気と長野電灯が出資する。金融界では、1921年11月、長野県下の有力銀行関係者を役員として貯蓄銀行法に基づく長野貯蓄銀行が発足すると取締役に加わった。

### 昭和期
1927年（昭和2年）8月、長野新聞の社長職を主筆山本慎平に譲って退任した。取締役には留任したものの、1932年の役員録では名前がなくなっている。
1931年（昭和6年）8月1日、世界恐慌発生による長野県下の金融危機に対処すべく六十三銀行と第十九銀行が合併し八十二銀行が発足する。六十三銀行を長年務めた丸山はこの合併を機に後進に道を譲るとして勇退を決断、八十二銀行では役員にならず相談役に退いた。
1933年（昭和8年）3月、京浜電力（旧・第二京浜電力）が中央電力と合併するのを機に京浜電力取締役を辞任。次いで1937年（昭和12年）3月に信濃電気と長野電灯が合併し新会社・長野電気が発足すると、その監査役に就任した。長野電気は5年後の1942年（昭和17年）に梓川電力を合併の上で解散したが、丸山は解散まで監査役に在任した。
1943年版の興信録では丸山は長野県貯蓄銀行取締役と信越化学工業（旧・信越窒素肥料）監査役を務めるとある。このうち長野貯蓄銀行は1943年（昭和18年）9月に八十二銀行へと事業譲渡し銀行業務を終えている。一方の信越化学工業監査役は1926年（大正15年）9月に同社が設立された際から在任中であり、以後も設立時就任の役員中で最長となる1945年（昭和20年）7月まで在職した。
太平洋戦争後の1947年（昭和22年）に死去した。

## 家族
妻の丸山美枝（1882年生）は東筑摩郡新村の実業家上條信の姉。子は長女みすずだけで、婿養子に岐阜県中津川の実業家間杢右衛門の次男相楽（1899年生）を迎えた。